# Operatie Quicksilver
In de Tweede Wereldoorlog werd er in 1944 een subplan gemaakt dat onderdeel was van Operatie Fortitude; een plan om de Duitsers met desinformatie te voorzien over een gefingeerde Geallieerde landing in Frankrijk. 
Operatie Quicksilver bestond uit een fictief leger in Engeland, de First United States Army Group (FUSAG) onder bevelvoering van generaal George Patton. De Duitsers werden in de waan gebracht dat een Geallieerde landing bij de Pas-de-Calais zou plaatsvinden. Amerikaanse troepen gebruikten valse signalen, nepinstallaties en nepuitrustingen om Duitse verkenningsvliegtuigen en Duitse radio afluisterdiensten te misleiden.